# قحيش
هي قرية تقع في الجنوب الغربي من المملكة العربية السعودية في منطقة الباحة في محافظة المخواة بوادي ممنا. تشتهر بالمحاصيل الزراعية وتربية الماشية.